# William Bonville, VI barone Harington

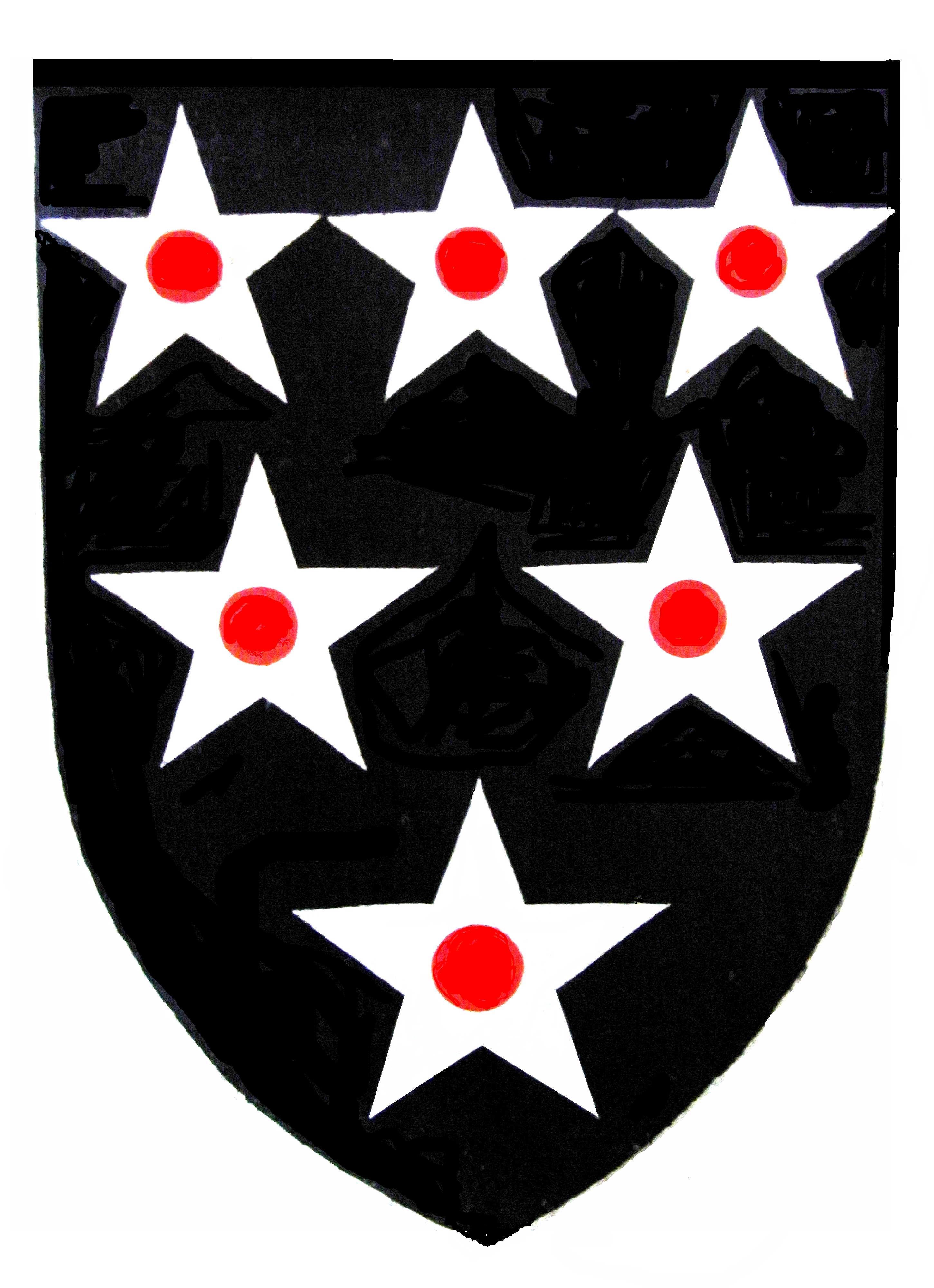
Stemma della famiglia Bonville

William Bonville (Chewton Mendip, 1442 – 30 dicembre 1460) fu un nobile cavaliere Yorkista.

## Biografia
Nacque a Chewton Mendip, nel Somersetshire, da William Bonville ed Elizabeth Harington. Suoi nonni paterni furono William Bonville, I barone Bonville e Margaret Grey. Suoi nonni materni furono William Harington, V barone Harington di Aldingham (c. 1394 - 1458) e Margaret Hill.
Nel 1458 successe direttamente al nonno materno divenendo sesto barone Harington di Aldingham, dato che sua madre era premorta al proprio genitore.
In quello stesso anno, William sposò Lady Katherine Neville, la sorella minore del comandante militare Richard Neville, XVI conte di Warwick. Dall'unione nacque una sola figlia:
- Cecily Bonville.

William venne giustiziato il 30 dicembre 1460 sul campo di battaglia subito dopo la disfatta Yorkista nella battaglia di Wakefield dalle truppe della regina Margherita di Anjou. Morì con lui anche suo padre William Bonville.
La sua vedova Katherine si risposò con William Hastings, I barone Hastings, anch'egli aderente alla fazione yorkista come i Bonville.
Sua figlia Cecily divenne la settima baronessa Harington di Aldingham ed una delle più ricche ereditiere del tempo.